# Saint-Rémy-la-Calonne
Saint-Rémy-la-Calonne és un municipi francès situat al departament del Mosa i a la regió del Gran Est. L'any 2007 tenia 70 habitants.

## Demografia

### Població
El 2007 la població de fet de Saint-Rémy-la-Calonne era de 70 persones. Hi havia 32 famílies, de les quals 4 eren unipersonals (4 dones vivint soles i 4 dones vivint soles), 16 parelles sense fills, 8 parelles amb fills i 4 famílies monoparentals amb fills.
La població ha evolucionat segons el següent gràfic:
Habitants censats

### Habitatges
El 2007 hi havia 41 habitatges, 29 eren l'habitatge principal de la família, 6 eren segones residències i 6 estaven desocupats. Tots els 41 habitatges eren cases. Dels 29 habitatges principals, 23 estaven ocupats pels seus propietaris, 5 estaven llogats i ocupats pels llogaters i 1 estava cedit a títol gratuït; 3 tenien tres cambres, 8 en tenien quatre i 18 en tenien cinc o més. 25 habitatges disposaven pel capbaix d'una plaça de pàrquing. A 19 habitatges hi havia un automòbil i a 7 n'hi havia dos o més.

### Piràmide de població
La piràmide de població per edats i sexe el 2009 era:
| Homes | Edats   | Dones |
| ----- | ------- | ----- |
| 0     | 95 o +  | 0     |
| 0     | 90 a 94 | 0     |
| 0     | 85 a 89 | 0     |
| 0     | 80 a 84 | 0     |
| 0     | 75 a 79 | 0     |
| 4     | 70 a 74 | 0     |
| 0     | 65 a 69 | 4     |
| 4     | 60 a 64 | 0     |
| 0     | 55 a 59 | 4     |
| 4     | 50 a 54 | 4     |
| 0     | 45 a 49 | 0     |
| 4     | 40 a 44 | 4     |
| 4     | 35 a 39 | 4     |
| 0     | 30 a 34 | 4     |
| 0     | 25 a 29 | 0     |
| 0     | 20 a 24 | 0     |
| 0     | 15 a 19 | 0     |
| 4     | 10 a 14 | 4     |
| 0     | 5 a 9   | 0     |
| 0     | 0 a 4   | 0     |

## Economia
El 2007 la població en edat de treballar era de 49 persones, 35 eren actives i 14 eren inactives. De les 35 persones actives 28 estaven ocupades (16 homes i 12 dones) i 7 estaven aturades (1 home i 6 dones). De les 14 persones inactives 4 estaven jubilades, 3 estaven estudiant i 7 estaven classificades com a «altres inactius».
Activitats econòmiques
L'únic establiment que hi havia el 2007 era d'una empresa de construcció.
L'únic servei als particulars que hi havia el 2009 era un paleta.
L'any 2000 a Saint-Rémy-la-Calonne hi havia 3 explotacions agrícoles.

## Poblacions més properes
El següent diagrama mostra les poblacions més properes.